# 夏翔
夏翔（1903年—1991年），原名夏德龙，字振鹏，男，江苏丹阳人，中华人民共和国体育教育家，清华大学教授，曾任北京市政协副主席，中华全国体育总会副主席。